# Resolution (álbum)
Resolution é o sétimo álbum de estúdio da banda de Groove Metal, Lamb of God, lançado em 24 de Janeiro de 2012.
O Álbum ficou em 3º Lugar na Billboard 200 e 1º Lugar no Rock Chart. Vendeu mais de 52 mil cópias nos Estados Unidos, na primeira semana de lançamento.

## Faixas
Todas as faixas por Lamb Of God.
1. "Straight for the Sun"  	2:28
2. "Desolation"  	3:54
3. "Ghost Walking"  	4:30
4. "Guilty"  	3:24
5. "The Undertow"  	4:46
6. "The Number Six"  	5:21
7. "Barbarosa"  	1:35
8. "Invictus"  	4:12
9. "Cheated"  	2:35
10. "Insurrection"  	4:51
11. "Terminally Unique"  	4:21
12. "To the End"  	3:49
13. "Visitation"  	3:59
14. "King Me"   6:36

## Paradas musicais
| País/Parada (2012)                     | Melhor posição |
| -------------------------------------- | -------------- |
| Austrália (ARIA)                       | 3              |
| Áustria (Ö3 Austria Top 40)            | 28             |
| Bélgica (Ultratop Flandres)            | 61             |
| Bélgica (Ultratop Valônia)             | 70             |
| Canadá (Billboard)                     | 2              |
| Dinamarca (Hitlisten)                  | 20             |
| Países Baixos (Dutch Charts)           | 36             |
| Finlândia (Suomen virallinen lista)    | 5              |
| França (SNEP)                          | 115            |
| Alemanha (Offizielle Top 100)          | 37             |
| Irlanda (IRMA)                         | 41             |
| Coreia do Sul (GAON)                   | 70             |
| Coreia do Sul (GAON)                   | 13             |
| Nova Zelândia (RMNZ)                   | 12             |
| Noruega (VG-lista)                     | 19             |
| Escócia (Official Scottish Albums)     | 15             |
| Espanha (PROMUSICAE)                   | 79             |
| Suécia (Sverigetopplistan)             | 21             |
| Suíça (Schweizer Hitparade)            | 30             |
| Reino Unido (UK Albums Chart)          | 19             |
| Reino Unido (UK Rock & Metal Albums)   | 1              |
| Estados Unidos (Billboard 200)         | 3              |
| Estados Unidos (Digital Albums)        | 4              |
| Estados Unidos (Top Hard Rock Albums)  | 1              |
| Estados Unidos (Top Rock Albums)       | 1              |
| Estados Unidos (Top Tastemaker Albums) | 1              |